# オンライン脱抑制効果
オンライン脱抑制効果（オンラインだつよくせいこうか、英: online disinhibition effect）とは、対面時に比べて、オンライン上でのコミュニケーションの方が、抑制が効かなくなる現象を指す。人々は、完全なる匿名で、コンピュータ画面の向こう側に隠れて存在できるため、実生活上では言えないようなことをオンライン上で発言しても安全であると感じる。この匿名性に加え、非同期通信、共感性の欠如、個人の性格、また、文化的背景もオンライン脱抑制効果の一因となる。この効果は、良い方向性と悪い方向性のどちらにも発現する。つまり、オンライン脱抑制効果は、良性（benign）と有毒性（toxic）のいずれかに分類可能である。

## 分類
良性のオンライン脱抑制効果は、サイバースペースの制約がないことにより、何らかの利益を得ている状況を指し、その一例としては、自己開示に見ることができる。インターネット上の匿名性を活用することで、実生活上では消極的であっても、個人的な感情を共有し、自らをさらけ出すことができる。とりわけ若い人たちは、オンラインチャット上で、語られていない秘密や、個人の恥ずかしい話の詳細などを暴露することに安心感を持つ。このような自己開示を使うことで、人々は実生活での対面のコミュニケーションと比較して、より早く、より強い親密な関係性を築くことが可能となる。オンライン脱抑制効果は、内向的、シャイ、社交恐怖や吃音症、また聴覚障害などを持つ、実生活上でのコミュニケーションに消極的な人にも、自らを表現する機会を与える。
有毒性のオンライン脱抑制効果と呼ばれるものは、オンラインでの炎上や、不適切な行為の増加傾向を示している。これらには、悪意を持った言葉、罵倒や恫喝が含まれる。この状況は、サイバースペースにおけるオンライン脱抑制効果の負の副作用を表している。有毒性のオンライン脱抑制効果により引き起こされる反社会的行為は、ブログ、ウェブサイトや、コメント欄といったオンラインプラットフォーム上のヘイト行為のみならず、ネットいじめや社会的手抜きなどの様々な形態で存在する。
ただし、良性と有毒性の境界は必ずしも明らかであるとは言えない。例えば、オンラインチャットでの悪意を持った言葉により、人の自己像を毀損する可能性があるものの、その言葉が真実であった場合は、言葉を受け取った側が自身をより深く理解することの助けともなり得る。オンラインコミュニティ上の様々なサブカルチャーを考慮すれば、人々は特定の社会的行為に対しては、様々な寛容さを持つ可能性がある。また、オンラインで急速に成長した人間関係の親密さは、容易に崩壊する偽りの関係である可能性を秘めている。

## 効果の要因
匿名性、非同期通信、また、共感性の欠如はオンライン脱抑制効果に影響を与える。匿名性は、まるで別の人物であるかのように、オンライン上で安全であると感じることができ、新しい人格 (ペルソナ) を身にまとうことも可能である。また、実生活への影響がないため、どんな行為や発言もできるという感覚になることもあり得る。
非同期通信では、送信と受信がリアルタイムに行われず、送信したメッセージに対する返信を受け取るまでに時間を要する場合がある。この即応性のなさや、ログアウトが可能なことがオンライン脱抑制効果へ影響を及ぼしている。すなわち、返答を気にする必要がなく、コミュニケーションから逃避することも可能である。
共感性の欠如とは、他人の感情に共感できる可能性が減少することを指す。その要因としては、非言語的なフィードバックが不足するためである。間接的なコミュニケーションにおいては、どんな口調や表情でメッセージが伝えられているかを知ることはできず、共感することは容易ではない。匿名性と共感性の欠如の両方の作用により、オンライン上における顔の見えない対話で、その相手を感情のある人間として認識することを困難にしている。
オンライン脱抑制効果を提唱したジョン・スラーは、実生活とは切り離されたアイデンティティを確立する「匿名性」、お互いの顔や反応を確認できない「不可視性」、リアルタイムの相互作用が発生しない「非同期性」、相手の声や人格、その振る舞いを勝手に想像する「唯我独尊的な取り込み」、オンラインでのコミュニケーションを、現実世界とは別のキャラクターが存在する空想世界と同一視する「解離的な想像力」、オンライン上では現実世界の地位や権限を軽視する傾向となる「地位や権限の最小化」の少なくとも6つの要因が関連していると述べている。

## 効果の研究
オンライン脱抑制効果は、ネットいじめ行為に影響を与えている。ネットいじめは、インターネットを介した恥辱、脅迫、または不快感を与える行為のことである。匿名性は、他人に対する卑劣な発言を発生させる一因となるが、それ単独でネットいじめにまで発展することはない。非同期通信により、いじめを行う者は、自らの主張だけを書き込んで、何事もなかったかのようにログアウトすることができ、インターネットの外で影響を受けることはない。また、共感の欠如により、いじめを行う者は、そういったメッセージの投稿を最初から行うことが可能となる。
人種差別的、性差別的、暴力的、または下品なオンライン上のコメントは、匿名性だけに起因するものではない。こういったコメントは、他の人が同様の発言を行っている場合に発生する。すなわち、オンライン利用者は、オンラインへの投稿時に他のユーザーと同じような論調や、同じような丁寧さ（無礼さ）を保つよう振る舞う傾向がある。